# Monguilhem
 Monguilhem  (en occitano Montguilhèm) es una comuna francesa situada en el departamento de Gers, en la región Occitania.

## Demografía
| 345 | 298 | 329 | 266 | 256 | 302 | 303 |
| Para los censos de 1962 a 1999 la población legal corresponde a la población sin duplicidades (Fuente: INSEE [Consultar]) |     |     |     |     |     |     |